# Can Brussosa (Taradell)
Can Brussosa és una obra modernista de Taradell (Osona) protegida com a Bé Cultural d'Interès Local.

## Descripció
Edifici entre mitgeres de planta rectangular que fou construït en el mateix emplaçament que ocupava una casa anterior, de la qual es conserva la llinda. Té planta baixa, pis i golfes i una coberta a dos aiguavessos amb carener paral·lel a la façana principal. La façana principal té dos eixos de composició vertical -tret del nivell de les golfes, que presenta una galeria horitzontal amb vuit petites finestres trilobulades. A la planta baixa hi ha, en un extrem, la porta d'accés als habitatges, d'arc a nivell i molt senzilla. Les altres quatre obertures de la planta baixa i del primer pis són d'estil neogòtic, i presenten totes elles guardapols motllurats de formes rectes. Les dues del primer pis són idèntiques, amb arcs carpanells decorats amb lòbuls acabats en petits florons; totes dues presenten persianes de llibret i s'obren a balcons individuals amb baranes de ferro forjat i un voladís motllurat suportat per mènsules decorades amb motius vegetals. Entre aquestes dues obertures hi ha una fornícula d'inspiració gòtica, amb un dosseret i sense cap imatge. A la planta baixa hi ha una finestra coronella formada per dos arcs trilobulats i traceria, i al seu costat se situa un portal d'arc deprimit còncau amb impostes i rosetes i una llinda inscrita: “AVE MARIA PURISSIMA SIN PECADO CONCEBIDA ANY 1788”. La façana està rematada per un ample ràfec sostingut per cabirons.
La façana posterior presenta dues galeries horitzontals amb tres pòrtics cadascuna, d'arc lobulats les inferiors i d'arc primitiu esgraonat les del primer pis. Des de la galeria de la planta baixa es pot accedir al pati -on hi ha un pou i un safareig-, a través d'una escalinata d'obra perpendicular a la façana. Entre les galeries hi ha pilastres decorades amb mosaics.
El parament de la façana principal és arrebossat tot imitant carreus; el de la façana posterior és d'obra vista.